# Emendamento Jackson-Vanik
L'emendamento Jackson-Vanik al Trade Act del 1975 è una norma di legge federale degli Stati Uniti destinata a influenzare le relazioni commerciali con i Paesi del blocco comunista che limitano la libertà di emigrazione ed altri diritti umani. In particolare, la legge in parola negava all'Unione Sovietica lo status di nazione più favorita in campo commerciale fino a quando non avesse fatto progressi nel campo dei diritti umani.

## Storia e legislazione
L'emendamento prese il nome dal senatore Henry M. "Scoop" Jackson e dal senatore dell'Ohio Charles Vanik, entrambi democratici. Jackson era un democratico che si opponeva alla distensione tra Stati Uniti ed Unione Sovietica, sostenendo invece un ritorno al tradizionale contenimento. Per indebolire tale politica, denunciò con costanza le restrizioni imposte dai sovietici alla libera emigrazione e introdusse un emendamento al trattato commerciale tra Stati Uniti ed Unione Sovietica che vincolava la concessione della clausola di "nazione più favorita" al rispetto della libera emigrazione. The Trade Act del 1974 passò in entrambe le camere del Congresso degli Stati Uniti all'unanimità, e il presidente Gerald Ford trasformò il disegno di legge in legge con l'emendamento approvato il 3 gennaio 1975. Nel corso del tempo, un certo numero di Paesi hanno avuto relazioni commerciali soggette a una revisione annuale, e un certo numero di Paesi sono stati liberati dall'emendamento.
Nel dicembre 2012, la legge Magnitsky è stata convertita in legge dal presidente Obama, che abrogò l'emendamento Jackson-Vanik.